# Abdoul Razzagui Camara
Abdoul Razzagui Cámara (Mamou, Guinea, 20 de febrero de 1990) es un exfutbolista guineano. Jugaba de delantero y se tuvo que retirar en 2018 debido a problemas en el corazón.

## Selección nacional
Ha sido internacional con la selección de fútbol sub-21 de Francia.
En diciembre de 2011, fue convocado por Guinea para la Copa Africana de Naciones 2012.

### Participaciones en Copas del Mundo
| Mundial                               | Sede          | Resultado   |
| ------------------------------------- | ------------- | ----------- |
| Copa Mundial de Fútbol Sub-17 de 2007 | Corea del Sur | 4° de final |

## Clubes
| Club              | País       | Año       |
| ----------------- | ---------- | --------- |
| Stade Rennais     | Francia    | 2008-2009 |
| Vannes OC         | Francia    | 2009-2010 |
| Stade Rennais     | Francia    | 2010-2011 |
| FC Sochaux        | Francia    | 2011-2014 |
| R. C. D. Mallorca | España     | 2014      |
| Angers SCO        | Francia    | 2014-2016 |
| Derby County      | Inglaterra | 2016-2017 |
| EA Guingamp       | Francia    | 2017-2018 |